# Ayesha Gulalai Wazir
Ayesha Gulalai Wazir (...) è una politica pakistana.
È la donna parlamentare pakistana più giovane nonché prima eletta dell'unita amministrativa conservatrice della FATA, ovvero delle aree tribali con amministrazione federale al confine con l'Afghanistan.

## Biografia
Appartiene alla famiglia dei Pashtun, suo padre ha sempre creduto nei diritti e nell'uguaglianza, e la madre insegnava drammaturgia e retorica mentre la sorella Maria Toorpakai Wazir è campionessa di squash e vive a Toronto, in Canada. L'onorevole sin da bambina è stata incoraggiata da Benazir Bhutto, unica donna a diventare Primo Ministro del Pakistan, ha fatto parte del Partito Popolare Pakistano e successivamente si è unita al PTI (Movimento per la Giustizia pakistano) che si batte contro gli attacchi dei droni statunitensi e contro l'intervento armato pakistano nel Waziristan.